# Ellen Drew

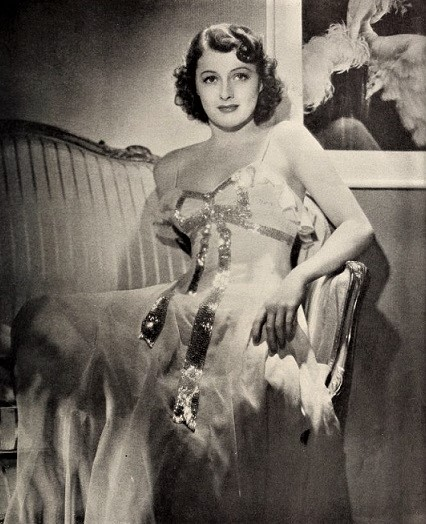
Ellen Drew, 1938.

Ellen Drew, född 23 november 1915 i Kansas City, Missouri, död 3 december 2003 i Palm Desert, Kalifornien, var en amerikansk skådespelare. Hon började sin karriär på filmbolaget Paramount Pictures 1936, och fick sin största framgång på nämnda bolag med filmen Jul i juli 1940.
Drew har tilldelats en stjärna på Hollywood Walk of Fame vid adressen 6901 Hollywood Blvd.

## Filmografi
- 1940 – Jul i juli
- 1941 – Natten till den 17 januari
- 1941 – Det ska vi bli två om!
- 1941 – Längtan till solen
- 1944 – Bedragaren
- 1947 – Johnny O'Clock
- 1948 – The Swordsman
- 1948 – Mannen från Colorado
- 1950 – The Baron of Arizona
- 1950 – Pionjärer